# Olympische Jugend-Sommerspiele 2018/Teilnehmer (Liechtenstein)
| Gelbes Symbol für Goldmedaillen mit stilisierten Olympischen Ringen | Graues Symbol für Silbermedaillen mit stilisierten Olympischen Ringen | Braundes Symbol für Bronzemedaillen mit stilisierten Olympischen Ringen |
| ------------------------------------------------------------------- | --------------------------------------------------------------------- | ----------------------------------------------------------------------- |
| —                                                                   | —                                                                     | —                                                                       |

Liechtenstein nahm an den Olympischen Jugend-Sommerspielen 2018 in Buenos Aires mit drei Jugendlichen (zwei Athletinnen und ein Athlet) teil.

## Teilnehmer nach Sportarten

### Schwimmen
| Athleten      | Wettbewerb          | Vorlauf     | Vorlauf | Halbfinale    | Halbfinale    | Finale        | Finale        | Rang |
| Athleten      | Wettbewerb          | Zeit        | Rang    | Zeit          | Rang          | Zeit          | Rang          | Rang |
| ------------- | ------------------- | ----------- | ------- | ------------- | ------------- | ------------- | ------------- | ---- |
| Jungen        |                     |             |         |               |               |               |               |      |
| Simon Greuter | 50 m Brust          | 31,13 s     | 21      | ausgeschieden | ausgeschieden | ausgeschieden | ausgeschieden | 21   |
| Simon Greuter | 100 m Brust         | 1:08,12 min | 32      | ausgeschieden | ausgeschieden | ausgeschieden | ausgeschieden | 32   |
| Mädchen       |                     |             |         |               |               |               |               |      |
| Theresa Hefel | 50 m Schmetterling  | 29,52 s     | 33      | ausgeschieden | ausgeschieden | ausgeschieden | ausgeschieden | 33   |
| Theresa Hefel | 100 m Schmetterling | 1:06,81 min | 29      | ausgeschieden | ausgeschieden | ausgeschieden | ausgeschieden | 29   |

### Tennis
| Athleten                           | Wettbewerb | Vorrunde                           | Vorrunde | Achtelfinale           | Achtelfinale  | Viertelfinale | Viertelfinale | Halbfinale    | Halbfinale    | Finale        | Finale        | Rang |
| Athleten                           | Wettbewerb | Gegner                             | Ergebnis | Gegner                 | Ergebnis      | Gegner        | Ergebnis      | Gegner        | Ergebnis      | Gegner        | Ergebnis      | Rang |
| ---------------------------------- | ---------- | ---------------------------------- | -------- | ---------------------- | ------------- | ------------- | ------------- | ------------- | ------------- | ------------- | ------------- | ---- |
| Mädchen                            |            |                                    |          |                        |               |               |               |               |               |               |               |      |
| Sylvie Zünd                        | Einzel     | Ana Makatsaria                     | 7:5, 6:3 | Wang Xinyu             | 4:6, 0:6      | ausgeschieden | ausgeschieden | ausgeschieden | ausgeschieden | ausgeschieden | ausgeschieden | 9    |
| Sylvie Zünd Elisabetta Cocciaretto | Doppel     | –                                  | –        | Kaja Juvan Iga Świątek | 0:6, 2:6      | ausgeschieden | ausgeschieden | ausgeschieden | ausgeschieden | ausgeschieden | ausgeschieden | 9    |
| Mixed                              |            |                                    |          |                        |               |               |               |               |               |               |               |      |
| Sylvie Zünd Nicolás Álvarez Varona | Doppel     | María Lourdes Carlé Sebastián Báez | 4:6, 2:6 | ausgeschieden          | ausgeschieden | ausgeschieden | ausgeschieden | ausgeschieden | ausgeschieden | ausgeschieden | ausgeschieden | 17   |